# Michel Viaud
Pour les articles homonymes, voir Viaud.
Michel Viaud, né le 15 février 1940 à Nantes et mort le 16 mai 2001 à Madagascar, est un rameur d'aviron français.

## Palmarès

### Championnats du monde
- 1962 à Lucerne
  -  Médaille de bronze en huit[3]

### Championnats d'Europe
- 1961 à Prague
  -  Médaille de bronze en huit